# Oval (Stanford)

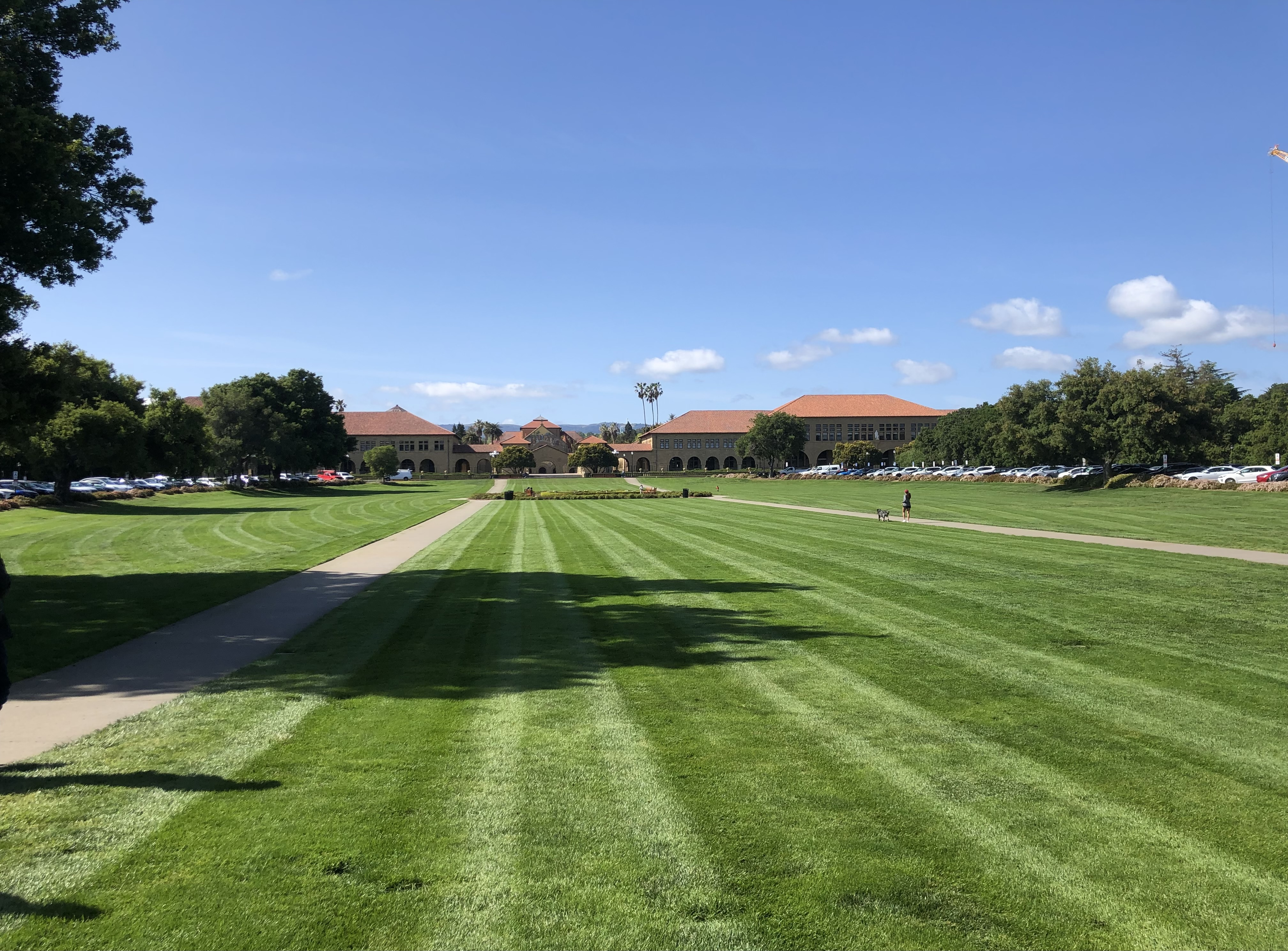
Blick über das Oval nach Süden zur Universität, 2023

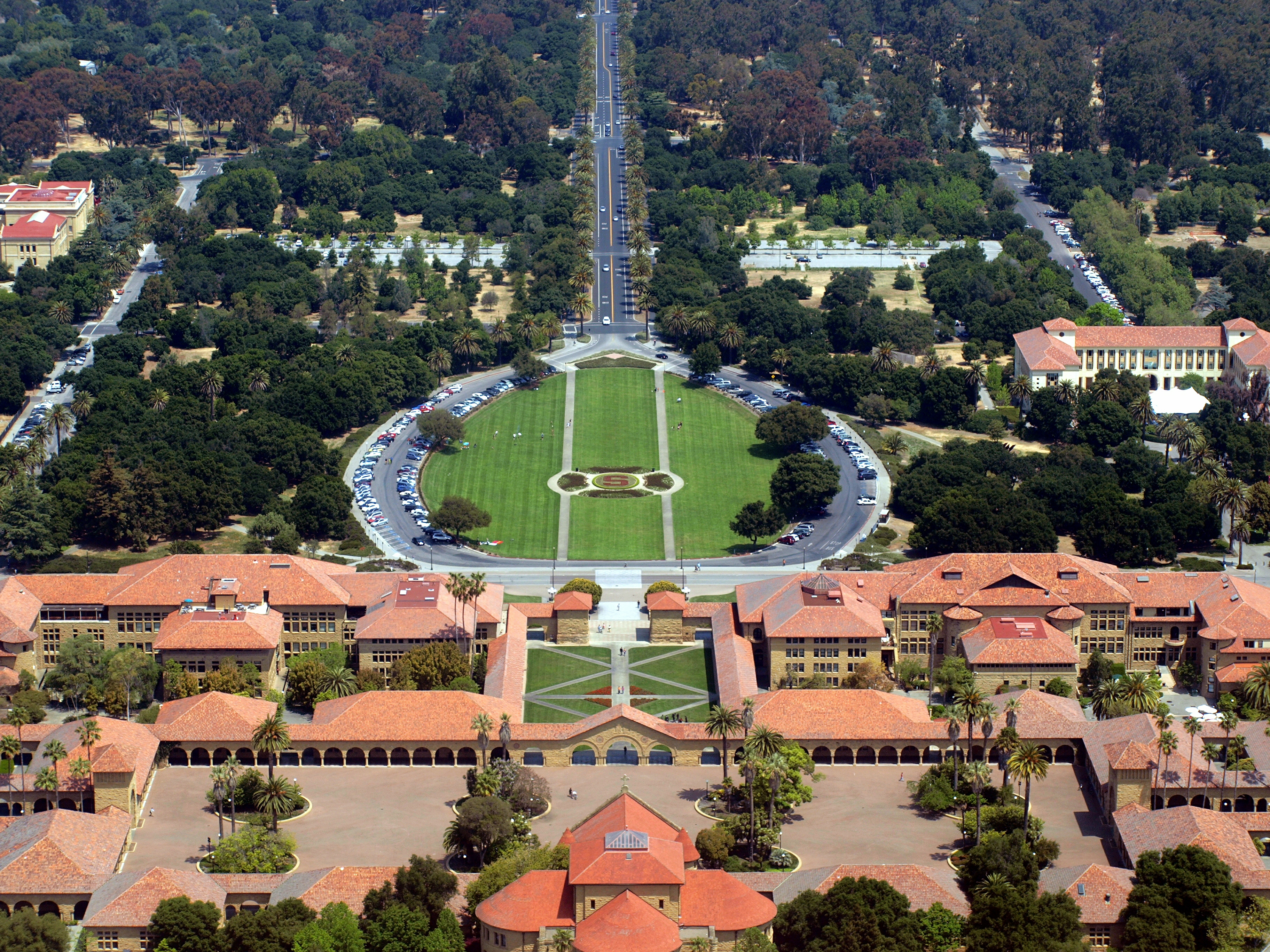
Luftaufnahme mit dem Oval nördlich der Universität, 2008

Das Oval ist eine große ovale Grünfläche am Eingang zum Campus der Stanford University in Kalifornien.

## Lage
Das Oval befindet sich nördlich der Universität, am südlichen Ende des auf den Campus zulaufenden Palm Drive, der um das Oval herum führt.

## Gestaltung und Geschichte
Ursprünglich handelte es sich bei der Fläche um ein Feuchtgebiet, das in den Anfangsjahren der 1885 gegründeten Universität in eine Rasenfläche umgewandelt wurde. Noch bis Anfang der 1930er Jahre wurde die Fläche von Schafen beweidet, um so das Unkraut einzudämmen. Ab etwa 1906 befand sich auf dem Gelände die Statue Faith (deutsch Glauben), die jedoch 1914 entfernt wurde. Durch die Zuwendung eines Spenders entstanden in den 1980er Jahren Blumenbeete im Oval. Anlässlich der 125-Jahr-Feier im Jahr 2016 bestand eine besondere Gestaltung mit der Zahl 125. 
Durch das Oval führen der Länge nach in Nord-Süd-Richtung zwei Fußwege auf den Eingang des Universitätscampus zu.